# Sony Music Entertainment Japan
Sony Music Entertainment Japan, Inc. (яп. 株式会社ソニー・ミュージックエンタテインメント кабусики-гайся сони: мю:дзикку энтатэйммэнто, тж. SMEJ и Sony Music Japan) — музыкальное и развлекательное подразделение Sony в Японии. SMEJ напрямую принадлежит Sony Group Corporation и независима от американской Sony Music Entertainment. Владеет аниме-компанией Aniplex, которая была создана в январе 1997 года как совместная инициатива Sony Music Entertainment Japan и Sony Pictures Entertainment, но в 2001 году полностью перешла к SMEJ. До марта 2007 года SMEJ также владела американским звукозаписывающим лейблом Tofu Records, но в настоящее время релизы SMEJ в США выходят под лейблами Columbia Records или Epic Records.

## Дочерние компании
- Aniplex
  - A-1 Pictures
  - ANIPLEX.EXE
  - Aniplex of America
  - Aniplex Shanghai
  - Boundary
  - CloverWorks
  - Crunchyroll, LLC (совладелец с Sony Pictures Entertainment)
    - Crunchyroll Manga Ltd.
    - Crunchyroll Pty. Ltd.
    - Crunchyroll Films
    - Crunchyroll Studios
    - Crunchyroll Games, LLC

  - Palworld Entertainment[2]
  - Peppermint Anime GmbH (совладелец с Peppermint Anime)
  - Quatro A
  - Rialto Entertainment
- Sony Music Labels
  - Sony Music Records
    - Sony Records
    - gr8! records
    - MASTERSIX FOUNDATION
    - N46Div
    - Niagara Records

  - Epic Records Japan
  - Ki/oon Music[3]
  - SME Records
  - Sony Music Associated Records
    - onenation  (совместное предприятие с LDH)

  - Ariola Japan[4]
  - Sacra Music
- Sony Music Direct (основана как Sony Music House в 1996 году; продолжает использовать логотип "Walking Eye")
- Music Ray'n[5][6]
- Sony Music Marketing